# (36840) 2000 SH112
2000 SH112 (asteroide 36840) é um asteroide da cintura principal. Possui uma excentricidade de 0.08337150 e uma inclinação de 4.77538º.
Este asteroide foi descoberto no dia 24 de setembro de 2000 por LINEAR em Socorro.